# Trachinops taeniatus
Trachinops taeniatus és una espècie de peix de la família Plesiopidae i de l'ordre dels cipriniformes que es troba a Nova Gal·les del Sud (Austràlia).